# Ekeren
Ekeren (hist. Eekeren) – dzielnica (district) Antwerpii, w północnej Belgii, w Regionie Flamandzkim, w prowincji Antwerpia, w okręgu Antwerpia. Do 31 grudnia 1982 samodzielna gmina (gemeente). Jest pod względem powierzchni najmniejszą dzielnicą miasta.

## Demografia
| Rok                | 1900 | 1910 | 1920   | 1930   | 1947   | 1961   | 1970   | 1974   | 1978   | 1980   | 1982   | 2022   |
| ------------------ | ---- | ---- | ------ | ------ | ------ | ------ | ------ | ------ | ------ | ------ | ------ | ------ |
| Liczba mieszkańców | 6026 | 8387 | 10.030 | 13.596 | 15.962 | 21.452 | 27.648 | 29.912 | 30.092 | 30.347 | 30.367 | 28.534 |

## Współpraca
Miejscowość partnerska:
- Andernach, Niemcy

## Transport
W dzielnicy znajduje się przystanek kolejowy Ekeren.